# アメリカン・ツンドラ・シェパード
アメリカン・ツンドラ・シェパード（英：American Tundra Shepherd）とは、アメリカ合衆国でオオカミとジャーマン・シェパード・ドッグを交配させて作出された犬種である。アメリカで盛んに作出されてきたオオカミと犬の交雑種（ウルフドッグ）の中で、唯一、一定程度、犬種として確立されたものである。アメリカでは人為的に狼と犬を交雑させることが禁止されている州もあり、議論の多い犬種である。
体格がよく、首や脚が長い。筋肉質の引き締まった体つきある。身体能力が高く、運動量は非常に多い。